# 禁制機制
禁制機制（禁線或禁制躍遷）是光譜學在與原子核、原子或分子的吸收與發射相關譜線中，經歷特定选律不被允許，但如果未進行與該相關聯近似值的情況下，則被允許產生的譜線。例如這樣的情況，根據通常的近似值（像是與光交互作用的電偶極近似值），該過程不可能發生，但在高階的逼近狀態下（像是磁偶極或電四極子）這種過程是允許的，但速率要低得多。
在黑暗中發出磷光的材料就是一個例子：吸收光並形成激發狀態，但它的衰變涉及自旋翻轉，因此在電偶極的躍遷是被禁制的。結果是在幾分鐘或幾小時內緩慢的發出磷光。
儘管這種躍遷在名義上是被禁制的，但如果原子核、原子或分子被提升到激發狀態，只是其自發發生的可能性很小。更確切的說，這種激發實體有可能在每單位時間向較低能量的激發狀態進行禁制躍遷；根據定義，這種躍遷的概率遠低於選擇規則所允許的任何一種躍遷。因此，如果可以通過允許的躍遷（或者其它的方式，例如經由碰撞）消除激發狀態，就幾乎可以肯定在進行禁制躍遷之前，會通過任何的躍遷去除激發狀態。然而，大多數的禁制躍遷只是相對的不太可能：只能以這種方式衰變的狀態（稱為準穩度狀態）通常具有存留期，數量級為毫秒到秒；而經由允許的選擇規則躍遷衰變時間小於一微秒。在一些放射性衰變系統中，多級別的禁制躍遷可以使每個附加單元的壽命延長許多數量級，而使系統的變化超出選擇規則所允許的範圍。這種激發狀態可以持續數年，甚至數十億年（太長而無法衡量）。

## 在天文物理和原子物理
在極低密度的氣體、電漿，也就是在外太空或地球極端上層大氣中可以觀測到禁線。在太空的環境，每立方公分可能只有幾顆原子，使得原子之間很難發生碰撞。在這樣的條件下，無論是甚麼原因，一旦原子或分子被激發至準穩度狀態，幾乎就可以肯定會經由禁線輻射光子來釋放能量。雖然準穩度狀態相當罕見，但禁制躍遷發射出的光子在太空中超低密度的氣體中卻占了很大比例。禁制躍遷在高電荷態離子中可以產生可見光、真空紫外線、軟X射線、和硬X射線的光子；在某些實驗，像是電子束離子阱和離子儲存環的例行觀測中都能檢測到。在這兩種情況下，氣體的密度都非常低，在產生禁線發射之前，被激發的原子不會與其它的原子發生碰撞而被再激發。使用雷射光譜技術，禁制躍遷可以用來穩定目前可用的有著最高精度的原子鐘和量子鐘。
氮（[N II]在654.8和658.4 奈米）、硫（[S II]在671.6和673.1奈米）、和氧（[O II]在372.7奈米，[O III]在495.9和500.7奈米）的禁線，是在天體物理電漿中最常觀測到的。這些譜線在行星狀星雲和電離氫區的能量平衡上非常的重要。氫的21公分線讓很冷的中性氫能被看見，因此在電波天文學中特別重要。同樣的，在金牛T星光譜線中的[O I]和[S II]的禁線，意味著氣體的密度非常的低。

### 符號
原子或分子的禁線躍遷會在其符號的前後加上方括號作為識別，例如[O III]或[S II]。

## 進階讀物
- Osterbrock, D.E., Astrophysics of gaseous nebulae and active galactic nuclei, University Science Books, 1989, ISBN 0-935702-22-9.
- Heinrich Beyer, Heinrich F. Beyer, H.-Jürgen Kluge, H.-J. Kluge, Viatcheslav Petrovich Shevelʹko, X-Ray Radiation of Highly Charged Ions, Springer Science & Business Media, 1997, ISBN 978-3-540-63185-9.
- Gillaspy, John, editor, Trapping Highly Charged Ions: Fundamentals and Applications,  Edited by John Gillaspy. Published by Nova Science Publishers, Inc., Huntington, NY, 1999, ISBN 1-56072-725-X.
- Wolfgang Quint, Manuel Vogel, editors, Fundamental Physics in Particle Traps, Springer Tracts in Modern Physics, Volume 256 2014, ISBN 978-3-642-45200-0.